# De Meent (ijsbaan)
De Meent is een half-overdekte 400-meter ijsbaan in Alkmaar. Hij werd in 1972 aangelegd, de overdekking dateert uit het jaar 2000. In 1997 is een ijshal van 30m x 60m aan het complex toegevoegd. IJsbaan en ijshal zijn eigendom van de gemeente Alkmaar. De ijsbaan staat er om bekend dat de wind er bij sommige windrichtingen als in een trechter gevangen wordt. Rijders hebben dan continu wind mee, of continu wind tegen.
De Meent was in 2020 op zes na de snelste ijsbaan van Nederland.

## Kampioenschappen
- 2002 - NK allround
- 2004 - NK allround junioren
- 2012 - NK allround junioren
- 2016 - NK allround junioren

## Baanrecords
| Afstand              | Schaatser                                            | Land | Tijd     | Datum         |
| -------------------- | ---------------------------------------------------- | ---- | -------- | ------------- |
| 100 m                | Michael Poot                                         | NED  | 09,86    | 04-02-2006    |
| 500 m                | Tijmen Snel                                          | NED  | 35,85    | 08-02-2020    |
| 1000 m               | Pim Schipper                                         | NED  | 1.10,78  | 18-11-2018    |
| 1500 m               | Koen Verweij                                         | NED  | 1.49,34  | 11-03-2017    |
| 3000 m               | Koen Verweij                                         | NED  | 3.54,08  | 29-01-2011    |
| 5000 m               | Bob de Vries                                         | NED  | 6.31,58  | 15-01-2012    |
| 10.000 m             | Gianni Romme                                         | NED  | 14.01,69 | 03-03-2002    |
| Ploegenachtervolging | Jan Blokhuijsen Robert Bovenhuis Rigard van Klooster | NED  | 4.13,21  | 21-01-2007    |
| 2×500 m              | Tim Salomons                                         | NED  | 74,960   | 12-11-2005    |
| Sprintvierkamp       | Hein Otterspeer                                      | NED  | 149,995  | 09/10-02-2008 |
| Minivierkamp         | Thijs Roozen                                         | NED  | 156,758  | 03-02-2012    |
| Kleine vierkamp      | Rhian Ket                                            | NED  | 158,606  | 30-01-2004    |
| Grote vierkamp       | Gianni Romme                                         | NED  | 159,735  | 02/03-03-2002 |

| Afstand              | Schaatsster                              | Land | Tijd     | Datum         |
| -------------------- | ---------------------------------------- | ---- | -------- | ------------- |
| 100 m                | Floor van den Brandt                     | NED  | 10,64    | 01-12-2013    |
| 500 m                | Jorien ter Mors                          | NED  | 38,53    | 08-02-2020    |
| 1000 m               | Femke Kok                                | NED  | 1.16,89  | 15-12-2019    |
| 1500 m               | Jorien ter Mors                          | NED  | 1.57,72  | 08-02-2020    |
| 3000 m               | Merel Conijn                             | NED  | 4.10,78  | 12-12-2021    |
| 5000 m               | Reina Anema                              | NED  | 7.31,98  | 12-03-2017    |
| 10.000 m             | Tamara Groot                             | NED  | 16.27,91 | 15-02-2014    |
| Ploegenachtervolging | Nicole Beyer Isabell Ost Karolin Siebert | GER  | 3.32,08  | 21-01-2007    |
| 2×500 m              | Marloes Gelderblom                       | NED  | 82,480   | 12-11-2005    |
| Sprintvierkamp       | Femke Kok                                | NED  | 156,750  | 14/15-12-2019 |
| Minivierkamp         | Ireen Wüst                               | NED  | 167,468  | 30-01-2004    |
| Kleine vierkamp      | Marja Vis                                | NED  | 174,066  | 02/03-03-2002 |

## De Meent (openlucht)

### Kampioenschappen
Internationale kampioenschappen
- 1977 - WK sprint
- 1982 - WK sprint

In 1983 had Bertus Butter een adviserende rol bij renovatie van De Meent. Het Ministerie van Economische Zaken beloonde hem daarvoor in 1985 met de Energy Trophy.